# Антонов Віктор Олександрович
Віктор Олександрович Антонов (1930 — ?) — радянський діяч, секретар ЦК КП Узбекистану, 1-й секретар Сирдар'їнського обласного комітету КП Узбекистану. Депутат Верховної ради Узбецької РСР 10—11-го скликань.

## Життєпис
Освіта вища. Член КПРС.
З 1948 року — обліковець-вагар, механік, завідувач майстерні Калінінської машинно-тракторної станції Ташкентської області; головний інженер радгоспу «Вревський» Ташкентської області; заступник начальника відділу Ташкентського тресту радгоспів; 2-й секретар Чиназького районного комітету КП Узбекистану; директор радгоспу «Малик»; голова Сирдар'їнського обласного об'єднання «Узсільгосптехніка»; заступник голови республіканського об'єднання «Узсільгосптехніка»; інструктор ЦК КПРС; 1-й заступник голови Держплану Узбецької РСР.
До червня 1984 року — 2-й секретар Ташкентського обласного комітету КП Узбекистану.
18 червня 1984 — 14 січня 1986 року — 1-й секретар Сирдар'їнського обласного комітету КП Узбекистану.
9 січня 1986 — 24 серпня 1988 року — секретар ЦК КП Узбекистану.
30 липня 1988 — 6 січня 1989 року — 1-й заступник голови Державного агропромислового комітету (Держагропрому) Узбецької РСР. Одночасно, з 30 липня 1988 по 6 січня 1989 року — міністр Узбецької РСР.
Подальша доля невідома.

## Нагороди і звання
- орден Леніна (1965)
- орден Жовтневої Революції (1981)
- орден Трудового Червоного Прапора (1976)
- орден «Знак Пошани» (8.12.1973)
- медалі